# Livingston (Texas)
Livingston is een plaats (town) in de Amerikaanse staat Texas, en valt bestuurlijk gezien onder Polk County.

## Demografie
Bij de volkstelling in 2000 werd het aantal inwoners vastgesteld op 5433.
In 2006 is het aantal inwoners door het United States Census Bureau geschat op 6430, een stijging van 997 (18,4%).

## Geografie
Volgens het United States Census Bureau beslaat de plaats een oppervlakte van
21,7 km², geheel bestaande uit land. Livingston ligt op ongeveer 95 m boven zeeniveau.

## Plaatsen in de nabije omgeving
De onderstaande figuur toont nabijgelegen plaatsen in een straal van 24 km rond Livingston.